# 成田三樹夫
成田 三樹夫（なりた みきお、1935年〈昭和10年〉1月31日 - 1990年〈平成2年〉4月9日）は、日本の俳優。愛称はミッキー。山形県酒田市出身。
戦後日本映画史において、悪役の系列に確実に名を残した俳優であった。

## 来歴

### 生い立ち
父親は司法省の職員で、秋田、旭川、仙台の刑務所長を歴任した。実家は日用品を扱う雑貨店を営み、母親が切り盛りしていた。四男一女の三男として生まれ、兄弟たちは地元で評判のエリートとして知られた。
父親に手ほどきされた剣道は三段、スポーツは水泳、野球など何でもこなす万能選手だったが、野球の試合中に右眼に打球を受けて網膜剥離になり、失明寸前となって、以降も右眼はほとんど見えなかった。山形県立酒田東高等学校に進学後から演劇に興味を持ち始め、地元の演劇コンクールに参加し、芥川龍之介の『蜘蛛の糸』を脚色して優秀賞を受賞した。岸洋子とは中学校から酒田東高を通じて同級生であった。
高校卒業後、東京大学理科一類に入学するが、「野性味のない雰囲気が生理的に合わなかった」ため1年で中退し帰郷。その後、山形大学人文学部英文学科に入学し演劇研究会に入るが、芝居に熱中しすぎたせいで2年半で中退しその後上京。

### 役者の道へ
1959年、一年落第して、俳優座養成所に第12期生として入所。同期には松山英太郎・山本圭・中村敦夫らがいる。中村敦夫によると、「同期生の多くが20歳前後で、25歳の成田はちょっと浮いた存在で、同期と飲みに行くことが一切なく一人で過ごすのが好きだった。ただし同期生から疎まれていたわけではなく、『変わったおじさんがいる』と興味を持たれていた」と回想している。この時の入所試験では約2000人が応募し、合格者は40人程度だった。
1963年に俳優座養成所を卒業したが、劇団からのスカウトはなく、やむなく東京・京橋にあった大映本社に自ら出向き、大部屋俳優として契約する。大映を選んだのは、当時市川雷蔵・勝新太郎らのスターが全盛を誇っていた同社で、自分の力を試してみたかったからだという。1963年に『高校三年生』に顔出し出演、1964年に『殺られる前に殺れ』のギャング役で正式にデビュー、端正な容姿とニヒルな敵役として徐々に売れ出し、1965年の『座頭市地獄旅』に出演し敵役の地位を不動とした。以降は、市川雷蔵や勝新太郎の敵役を主に務めたが、芸域は幅広く、『ある殺し屋』では市川雷蔵の弟分役で準主役を演じた。1966年のテレビドラマ『土曜日の虎』では、社会悪と闘う私立探偵的な企業コンサルタント・津村公を演じ、初の主役を務めた。1968年の『怪談おとし穴』で野心家の商社マンを演じ、これが役者人生で唯一の主演映画となった。
若い頃から勝新太郎らと飲み歩き、ノドを酒焼けで潰した。酒なしでは生きていけないというほどの酒好きで毎日飲み、30代半ばで胃潰瘍を患った。その後は胃に負担がかからないように気をつけていた。
大映を退社後、他社映画・テレビ時代劇にも活躍の場を広げ、1972年の千葉真一主演作『狼やくざ 葬いは俺が出す』で東映作品に初出演して以降、『仁義なき戦い』シリーズ、『やくざ戦争 日本の首領』シリーズなどの「東映実録路線」や、『柳生一族の陰謀』などの時代劇大作の常連俳優として活躍。引き締まった体躯に端正なマスク、鋭い眼光とドスの利いた声で比類なき存在感を示し、特にインテリヤクザをやらせたら右に出る者はないとも評され、『仁義なき戦い』シリーズで演じた村岡組幹部・松永弘はその白眉であった。
時代劇では配役により声色を変えて演じ、1972年の『新・平家物語 (NHK大河ドラマ)』の藤原頼長では地声とは異なる甲高い声色でそれまでのイメージを一新した。この経験は1978年の『柳生一族の陰謀』で活かされており、成田演じる烏丸少将文麿は公家でありながら剣豪という、得体の知れない雰囲気を醸し出していた。同年に本作がテレビ映画化された際に、ほとんどの配役が映画と異なるなかで、千葉真一の柳生十兵衛と烏丸少将文麿は変更されず、成田にとって当たり役となった。この間に『編笠十兵衛』の船津弥九郎役や、『水戸黄門 第三部』では刺客の伊賀忍者・柘植九郎太に扮した。
1979年の『蘇える金狼』では、権力者に媚びへつらう管理職を演じたが、松田優作は「最高の悪役だと思う」と語り、松田は同年の『探偵物語』に出演を依頼した。同作における成田扮する服部刑事の「工藤ちゃん」という呼びかけは、同作の代名詞にもなった。1980年の『サンキュー先生』の教頭役でも、校長役の藤岡琢也と軽妙な掛け合いを演じるなど、1980年代からは時代劇・現代劇での従来の役柄に、現代劇でのコメディリリーフ的な役柄も演じるようになった。
1981年の『影の軍団II』、1982年の『柳生十兵衛あばれ旅』、1985年の『影の軍団IV』と、1970年代後半から千葉真一主演の映画・テレビ映画では、本来の凄みのある重厚な敵役・悪役として常連的存在だった。1978年『宇宙からのメッセージ』では“銀河ガバナス帝国皇帝”という役柄も演じている。また、成田自身もアスリートと見紛うほどの引き締まった体躯をしており、千葉真一から賞賛されたという。
晩年はバラエティ番組にも出演し、1987年8月29日放送の『今夜は最高!』では、司会のタモリらとのトークで「俺はもう生まれてこのかた、ずっと厄年だよ（笑）」などの発言をした。

### 闘病 - 死去
1989年頃に進行したスキルス胃癌が見つかり、12月に胃の3分の2を切除する手術を受けた。東海大学医学部付属東京病院を入院先に選んだのは、当時の副院長松崎松平の妻が成田といとこ同士だったからだった。
入院中は、病室で文学書や詩集、自然や動物などの写真集などたくさんの本を読んでいた。また、国語辞典や歳時記を用いながら詩や俳句を作っていた。入院中「夜間に当直の医師や看護師を何度も呼ぶのは申し訳ない」との思いから、痛みをこらえることがときどきあった。
手術から3か月半後である1990年4月9日、スキルス胃癌のため東海大学医学部付属東京病院で死去。55歳没。成田と親しくしていた渡瀬恒彦は成田が亡くなる日に病院を訪れていた。成田から常々「いざという時でも人間、泣いてはだめだ」と言われていた妻は、泣かずに夫の最期を看取った。映画では、1990年の『ZIPANG』が遺作となった。東京都三鷹市在住であったが、墓所は故郷の山形県酒田市、泉流寺にある。
2001年には成田が『探偵物語』で演じた服部刑事のフィギュアが製作され、『探偵物語』DVDBOX購入者を対象に販売された。また2008年には、『仁義なき戦い 広島死闘篇』で成田が演じた松永弘のフィギュアが、他の出演俳優のフィギュアとともに販売された。

## 人物

### 悪役に対する評価など
ニヒルな悪役俳優として人気を得て、特にクセの強い敵役を演じることが多かった。悪役が増え始めた若手時代、母親から「悪役ばかりやって、本当に悪い人間にならなければいいが」と心配されていた。
フランス文学者の鹿島茂は、著書『昭和怪優伝 帰ってきた昭和脇役名画館』で成田の悪役の演技について以下のように評している。「肉体を打ち壊す暴力というよりも、精神を震撼させる暴力、人間性などというものを一顧だにしないニヒリズムの暴力である」。
ただし本人は、1977年に出版された梅林敏彦によるインタビュー本『アウトローに挽歌はいらない』において、以下のように語っている。「悪役を演じる時、自分自身カッコつけすぎてたんじゃないかっていうのがある。つまり自分の中で、ニヒルを気取った“人形芝居”になってたんじゃないかという気がします。やっぱり登場人物は、人形芝居じゃなく生きた芝居をしないとね」。
1989年の『悲しきヒットマン』は一倉治雄の「暴力団の若頭補佐・山川の落ちぶれる前の格好良さと、その後の哀れさの両面を演じられるから」という理由で配役されている。

### 私生活
共通の知人を通じて出会った13歳年下の女性と34歳の頃に結婚し、その後2人の娘をもうけた。普段は思いやりのある性格だったが、秘密主義だったことからプライベートをほとんど明かさず、親しい仕事関係者と呑みに行くこともなかった。そのような中、普段は寡黙と言われ、盆栽が趣味と紹介されたことがある。成田の叔父は東京大学文学部独文科の教授で、ゲーテの研究で知られる人物だった。

### 趣味
将棋は実力三段の腕前で、NHKの将棋番組にも出演した。
高校時代からアルチュール・ランボーに心酔して詩を書くようになった。その後50歳頃から俳句も作るようになり、没後に遺稿句集『鯨の目』が出版された。
読書好きで、柳田國男の『遠野物語』を読んだ時は、感激して数か月間岩手県の遠野地方を貧乏旅行した。また晩年の入院中、いとこの女性（前述の副院長の妻）に「俳優を辞めたら文学で生きていくんだ」と話していたという。

## 逸話
1978年、故郷・酒田市に本社がある衣料品チェーン店「ニシムラ」のCMに起用された。また、亡くなった後の2019年にも同社の設立50周年イメージキャラクターとして再び起用され、生前の写真などが使用された。
1985年4月から『アイ・アイゲーム』にレギュラー出演していたが、共演していた島田紳助から「えらい怖い人か思うとったら、単なるおっさんやで」と評されたことがあった。
『なにわ遊侠伝』（どおくまんプロ）に主人公・開門快道（かいもん かいどう）が所属する金州組の若頭補佐に、モデルとした成田美知男（なりた みちお）が登場する。

## 出演

### 映画
- 殺られる前に殺れ（1964年、大映） - 川崎庄作
- 宿無し犬（1964年、大映） - 瓜生
- 犯罪教室（1964年、大映） - 風間辰次
- 続・高校三年生（1964年、大映） - 村山哲夫
- 喧嘩犬（1964年、大映） - 蒲生重介
- 制服の狼（1964年、大映） - 川本五郎
- 検事霧島三郎（1965年、大映） - 竜田慎一郎
- ごろつき犬（1965年、大映） - 川勝貞男
- 若親分（1965年、大映）  - 直次郎
- 裏階段（1965年、大映）  - 犬丸
- 兵隊やくざ（1965年、大映） - 憲兵
- 夜の勲章（1965年、大映）  - 山口
- 雲を呼ぶ講道館（1965年、大映）  - 漆山竜之助
- 座頭市地獄旅（1965年、大映） - 十文字糺
- あゝ零戦（1965年、大映） - 八木少佐
- 清作の妻（1965年、大映）
- 新・兵隊やくざ（1966年、大映） - 青柳憲兵伍長
- ザ・ガードマン 東京忍者部隊（1966年、大映） - 木元五郎
- 氷点（1966年、大映） - 村井
- 貴様と俺（1966年、大映） - 新庄徹
- 兵隊やくざ 大脱走（1966年、大映） - 青柳憲兵伍長
- 野良犬（1966年、大映） - 風間正一
- 脂のしたたり（1966年、大映） - 桂三郎
- ある殺し屋（1967年、大映） - 木村組幹部・前田
- 女賭場荒し (1967年、大映)
- 若い時計台（1967年、大映） - 篠原錬太郎
- 早射ち犬（1967年、大映） -  九十九会幹部・原
- ひき裂かれた盛装（1967年、大映） - 佐倉恭
- やくざ坊主（1967年、大映） - 柏真十郎
- 眠狂四郎無頼控 魔性の肌（1967年、大映） - 三枝右近
- 海のGメン 太平洋の用心棒（1967年、大映） - 足立茂夫
- 女賭博師絶縁状（1968年、大映）
- 女賭博師鉄火場破り（1968年、大映） - 黒川吉政
- 怪談おとし穴（1968年、大映） - 倉本治夫
- 昭和おんな仁義（1969年、大映）
- 手錠無用（1969年、大映） - 権田原哲夫
- 女賭博師さいころ化粧 (1969年、大映) - 風間
- 女賭博師花の切り札 (1969年、大映)
- 眠狂四郎円月殺法 (1969年、大映)
- あゝ海軍 (1969年、大映)
- 女組長 (1970年、大映)
- 女賭博師壷くらべ (1970年、大映)
- 新宿アウトロー ぶっ飛ばせ（1970年、日活） - 殺し屋・サソリ
- あぶく銭 (1970年、大映)
- 女秘密調査員 唇に賭けろ (1970年、大映)
- 皆殺しのスキャット (1970年、大映)
- 逆縁三つ盃 （1971年、日活）
- 狼やくざ 葬いは俺が出す（1972年、東映）
- 影狩り（1972年、東宝 / 石原プロ） - 月光（日下弦之助）[注 3]
- 影狩り ほえろ大砲（1972年、東宝 / 石原プロ） - 月光（日下弦之助）
- 反逆の報酬（1973年、東宝 / 石原プロ）
- 仁義なき戦い 広島死闘篇（1973年、東映） - 村岡組若衆頭・松永弘
- 仁義なき戦い 代理戦争（1973年、東映） - 村岡組幹部・松永弘
- 女囚さそり けもの部屋（1973年、東映） - 権藤徹
- 現代任侠史（1973年、東映） - 松田組若衆頭・中川務
- 御用牙 鬼の半蔵やわ肌小判 （1974年、東宝）
- まむしの兄弟 二人合わせて30犯 （1974年、東映） - 加賀組長
- 黒い牝豹M（1974年、日活） - 速水
- 安藤組外伝 人斬り舎弟（1974年、東映） - 外島
- けんか空手 極真拳（1975年、東映） - 中曽根龍起
- 仁義の墓場（1975年、東映） - 梶木昇
- 県警対組織暴力（1975年、東映） - 川手組組長・川手勝美
- 日本暴力列島 京阪神殺しの軍団（1975年、東映） - 松原哲男
- 新仁義なき戦い 組長の首（1975年、東映） - 大和田組幹部・相原重彦
- 沖縄やくざ戦争（1976年、東映） - 翁長信康
- 新仁義なき戦い 組長最後の日（1976年、東映） - 松岡光治
- バカ政ホラ政トッパ政（1976年、東映） - 城政会理事・田所英毅
- やくざの墓場 くちなしの花（1976年、東映） - 野崎副本部長
- 実録外伝 大阪電撃作戦（1976年、東映）- 大東武司
- やくざ戦争 日本の首領（1977年、東映） - 中島組幹部・片岡誠治
- 歌麿 夢と知りせば（1977年、日本ヘラルド映画） - 蔦屋重三郎
- 北陸代理戦争（1977年、東映） - 浅田組幹部・久保利夫
- 新宿酔いどれ番地 人斬り鉄（1977年、東映） - 大門英作
- 日本の仁義（1977年、東映） - 川辺隆之
- 西陣心中（1977年、ATG） - 宮崎喜一
- 日本の首領 野望篇（1977年、東映） - 中島組幹部・片岡誠治
- 柳生一族の陰謀（1978年、東映） - 烏丸少将文麿
- 多羅尾伴内（1978年、東映） - 瀬尾五郎
- 宇宙からのメッセージ（1978年、東映） - ロクセイア12世
- 雲霧仁左衛門（1978年、松竹） - 櫓の福右衛門
- 野性の証明（1978年、東映） - 中戸組組長・中戸多助
- トラック野郎・一番星北へ帰る（1978年、東映） - 伊賀山高利
- 赤穂城断絶（1978年、東映） - 加藤越中守
- 総長の首（1979年、東映） - 松井治郎
- 白昼の死角（1979年、東映 / 角川映画） - 高岡薬品・小岩恭三
- その後の仁義なき戦い（1979年、東映） - 石黒組幹部・津川
- 闇の狩人（1979年、松竹） - 五寸の寅松
- 蘇える金狼（1979年、角川春樹事務所 / 東映） - 東和油脂・小泉経理部長
- 真田幸村の謀略（1979年、東映） - 後藤又兵衛
- 日本の黒幕（1979年、東映） - 森島泰造
- 戦国自衛隊（1979年、角川春樹事務所 / 東宝） - 本願寺光佐
- 夢一族 ザ・らいばる（1979年、東映） - 九十九竜道
- 徳川一族の崩壊（1980年、東映） - 岩倉具視
- 影の軍団 服部半蔵（1980年、東映） - 松平伊豆守信綱
- 土佐の一本釣り（1980年、松竹） - 代貸
- 魔界転生（1981年、角川春樹事務所 / 東映） - 松平伊豆守
- 吼えろ鉄拳（1981年、東映） - 日野原一輝
- 獣たちの熱い眠り（1981年、東映） - 野々山
- 鬼龍院花子の生涯（1982年、東映） - 辻原徳平
- 野獣刑事（1982年、東映） - 黒木
- 伊賀忍法帖（1982年、東映 / 角川映画） - 果心居士
- 人生劇場（1983年、東映） - 大溝白堂
- 陽暉楼（1983年、東映） - 三好辰吉
- 里見八犬伝（1983年、東映 / 角川映画）
- 空海（1984年、東映） - 藤原葛野磨
- 序の舞（1984年、東映） - 山勘
- 北の螢（1984年、東映） - 木藤勘兵衛
- 櫂（1985年、東映） - 谷川文造
- 聖女伝説（1985年、松竹富士） - 立花
- 最後の博徒（1985年、東映） - 山辰信男
- 傷だらけの勲章（1986年、東宝） - 署長
- ビー・バップ・ハイスクール 高校与太郎哀歌（1986年、東映） - 藤本（テルの父）
- 必殺! III 裏か表か（1986年、松竹 / ABC） - 舛屋
- 海と毒薬（1986年、日本ヘラルド映画） - 柴田
- 極道の妻たち（1986年、東映） - 小磯明正
- 黒いドレスの女（1987年、東宝） - 大野
- ウェルター（1987年、東宝） - 安田亮介
- 必殺4 恨みはらします（1987年、松竹 / ABC） - 老中・酒井雅楽頭
- 吉原炎上（1987年、東映） - 今朝次
- 極道渡世の素敵な面々（1988年、東映） - 木戸慎一郎
- 行き止まりの挽歌 ブレイクアウト（1988年、にっかつ） - 戸田捜査課長
- 徳川の女帝 大奥（1988年、にっかつ） - 徳川家斉
- 華の乱（1988年、東映） - 波多野春房
- バカヤロー! 私、怒ってます 第三話「運転する身になれ!」（1988年、松竹） - 大川正
- ステイ・ゴールド（1988年、松竹） - 水車小屋の老人
- 極道の妻たち 三代目姐（1989年、東映） - 寺田竜吉
- 悲しきヒットマン（1989年、東映） - 山川正夫
- ウォータームーン（1989年、東映） - 石原一郎
- ZIPANG（1990年、東宝） - 林羅山

### テレビ作品
- ザ・ガードマン（大映テレビ室 / TBS）
  - 第24話「ガードマン空へ」（1965年）
  - 第25話「続ガードマン空へ」（1965年）
  - 第28話「暗黒の掟」（1965年）
  - 第79話「現金輸送車危機一発!」（1966年）
  - 第97話「大雪原の銃口」（1967年）
  - 第105話「国際会議全滅作戦」（1967年）
  - 第188話「空中強盗」（1968年）
  - 第196話「花嫁の夫は死人」（1969年）
  - 第200話「殺人者に明日はない」（1969年）
  - 第208話「逃亡のアムステルダム」（1969年）
  - 第219話「魔の13日金曜の連続殺人」（1969年）
  - 第220話「宝石自動車ダイナミック襲撃」（1969年）
  - 第233話「殺人ガスの恐怖が降ってくる」（1969年）
  - 第243話「血闘 荒野の一匹狼」（1969年）
  - 第262話「ダービーで大もうけする方法」（1970年）
  - 第270話「妻は夫の秘密をさぐるな」（1970年）
  - 第278話「怪談・壁からでる幽霊」（1970年）
  - 第293話「逃げろ!妻からの殺人指令」（1970年）
- 土曜日の虎（1966年、大映テレビ室 / TBS） - 津村公　※主演（全20話）
- 秘密指令883 第6話「葬いは俺の手で」（1967年、フジテレビ / 大映テレビ室） - イグチアキラ
- 肌は死なない（1968年、TBS / 大映テレビ室） - 美杉恵伍　※主演（全25話）
- 女三四郎（江波杏子版）（1970年、大映テレビ室 / 12ch）
- 人形佐七捕物帳 第1話「江戸一番のいい男」（1971年、東宝 / NET） - 結城銀三郎
- 遠山の金さん捕物帳 （1971年、東映 / NET）第46話「顔のない女」 - 足立玄海
- 水戸黄門 第3部 第1話～第4話、第6話、第8話、第10話～第15話、第21話、第23話、第26話、第28話（1971年 - 1972年、TBS / C.A.L） - 柘植九郎太
- 大岡越前（TBS / C.A.L）
  - 第2部 第24話「やまいぬ」（1971年） - 安部右近
  - 第3部 第30話「享保太平記（前篇）」、第31話「享保太平記（後篇）」（1973年） - 浜島庄兵ヱ
  - 第5部 第1話（1978年） - 高坂左内
- 大河ドラマ（NHK）
  - 新・平家物語（1972年） - 藤原頼長
  - 元禄太平記（1975年） - 荻原重秀
  - 徳川家康（1983年） - 今川義元
- 怪談 第7回「地獄へつづく甲州路」（1972年、MBS） - 政吉
- 太陽にほえろ!（東宝 / NTV）
  - 第17話「俺たちはプロだ」（1973年） - 小田切慶
  - 第193話「二人の刑事」（1976年） - 沢村幸雄刑事
- 唖侍 鬼一法眼（勝プロ / NTV）
  - 第8話「濁流の美女狩り」（1973年） - 藤巻左門
  - 第25話「男と男の約束」（1974年） - 黒木要蔵
- 江戸を斬る 梓右近隠密帳（1973年 - 1974年、C.A.L / TBS） - 由井正雪
- 座頭市物語 第6話「どしゃぶり」（1974年、勝プロ / CX） - 渡世人・空っ風
- 鞍馬天狗（1974年、東宝 / NTV） - 土方歳三
- 編笠十兵衛（1974年 - 1975年、東映 / CX） - 舟津弥九郎
- 影同心 第1話「夜霧の殺し節」（1975年、東映 / MBS） - 二階堂玄蕃
- 明治の群像 海に火輪を 第1話「大久保利通〜西南戦争〜」（1976年、NHK） - 江藤新平
- 人魚亭異聞 無法街の素浪人 第1話「駅馬車暁の襲撃」（1976年、三船プロ / NET） - 尾崎紋十郎
- 江戸を斬るIII（1977年、C.A.L / TBS） - 脇坂重蔵
- 破れ奉行 第33話「深川奉行危機一髪!」（1977年、三船プロ / ANB） - 夢法師・反町中納言
- 人形佐七捕物帳 第32話「十手に含めた因果」（1977年、東映 / ANB） - 菅原半兵衛
- 土曜ワイド劇場
  - 森村誠一の殺意の重奏（1978年、東映 / ANB）
  - 映画村殺人事件 愛の邪魔ものを消せ!（1980年、東映 / ABC）
- 獅子のごとく（1978年、テレビマンユニオン / TBS） - 石黒忠悳
- 柳生一族の陰謀（1978年 - 1979年、東映 / KTV） - 烏丸少将文麿
- 江戸を斬るIV（1979年、C.A.L / TBS） - 脇坂重蔵
- 赤穂浪士（1979年、東映 / ANB） - 柳沢吉保
- 探偵物語（1979年 - 1980年、東映ビデオ / NTV） - 服部刑事
- 影の軍団シリーズ（東映 / KTV）
  - 服部半蔵 影の軍団（1980年） - 紀州頼宣
  - 影の軍団II（1981年） - 大岡忠光
  - 影の軍団IV（1985年） - 井伊直弼
- サンキュー先生（1980年 - 1981年、国際放映 / ANB） - 津城第一小学校教頭・元山伸介
- 探偵同盟（1981年、セントラル・アーツ / 加山プロ / CX） - 服部刑事
- 時代劇スペシャル（東映 / CX）
  - 地獄の左門十手無頼帖（1982年） - 丸屋利兵衛
  - 隠密くずれII 地獄の子守唄（1982年） - 伊集院帯刀
- 柳生十兵衛あばれ旅（1982年、東映 / ANB） - 島津家久
- ザ・サスペンス / スクープを追う女（1983年、TBS）
- 12時間超ワイドドラマ / 風雲 柳生武芸帳（1985年、TX） - 中院通村
- 月曜ドラマランド / おとぼけ駅員 キップくん1（1985年、CX）
- 暴れん坊将軍II スペシャル 「勅使下向、天下を賭けた江戸っ子神輿!」（1985年、東映 / ANB） - 尾張宗春
- 遠山の金さん 第2シリーズ 第30話「負けるが勝ち!?の金さん」（1986年、東映 / ANB）
- 火曜サスペンス劇場 / 戸籍のない夫婦（1986年、NTV）
- ベイシティ刑事 第12話「サンタが殺しにやって来る」（1987年、東映 / ANB） - 竹見
- 三匹が斬る! 第15話「信玄の 亡霊見たか おしゃれ鳥」（1988年、東映 / ANB） - 武田赤右衛門
- 女性作家サスペンス / 夏樹静子劇場 Mの悲劇（1988年、東海映画社 / KTV）
- ご存知! 旗本退屈男III 疑惑渦巻く大奥!（1989年、東映 / ANB）
- 特別企画新春ドラマ / 緋牡丹お竜（1990年、ANB）

### バラエティー
- アイ・アイゲーム （1985年4月 - 9月、フジテレビジョン） - レギュラー[11]

### 舞台
- 仮名手本忠臣蔵 - 高師直
- ザ・コレクション - ハリー

### CM
- サントリー生ビール「ナマ樽」（田中好子・桂三枝(現六代目桂文枝)と共演）
- 竹本油脂「マルホン極上胡麻油」
- メンズニシムラ（本人の出身地である山形県内でチェーン店を展開している紳士服販売店。ニシムラ設立50周年として、成田の死後の2019年にもイメージキャラクターに再起用された[13]）
- 東芝 Rupo JW95H (ワープロ)

## 著書
- 鯨の目-成田三樹夫遺稿句集（1991年、無明舎出版、ISBN 978-4895445979  / 2019年新装版、ISBN 978-4895446525）